# ISO 3166-2:UM
ISO 3166-2:UM is een ISO-standaard met betrekking tot de zogenaamde geocodes. Het is een subset van de ISO 3166-2 tabel, die specifiek betrekking heeft op de kleine afgelegen eilanden van de Verenigde Staten (United States Minor Outlying Islands (the).
De gegevens werden tot op 27 november 2015 geüpdatet op het ISO Online Browsing Platform (OBP). Hier worden 9 eilanden, groepen van eilanden - islands, groups of islands (en) / île, groupe d’îles (fr) – gedefinieerd.
Als eilandgebied van de Verenigde Staten zijn de kleine afgelegen eilanden van de Verenigde Staten als groep daarnaast ook opgenomen met de code US-UM als onderdeel van de subset ISO 3166-2:US.

## Codes
| Code  | Naam           |
| ----- | -------------- |
| UM-81 | Baker Island   |
| UM-84 | Howland Island |
| UM-86 | Jarvis Island  |
| UM-67 | Johnston Atoll |
| UM-89 | Kingman Reef   |
| UM-71 | Midway Islands |
| UM-76 | Navassa Island |
| UM-95 | Palmyra Atoll  |
| UM-79 | Wake Island    |